# Медичне сортування

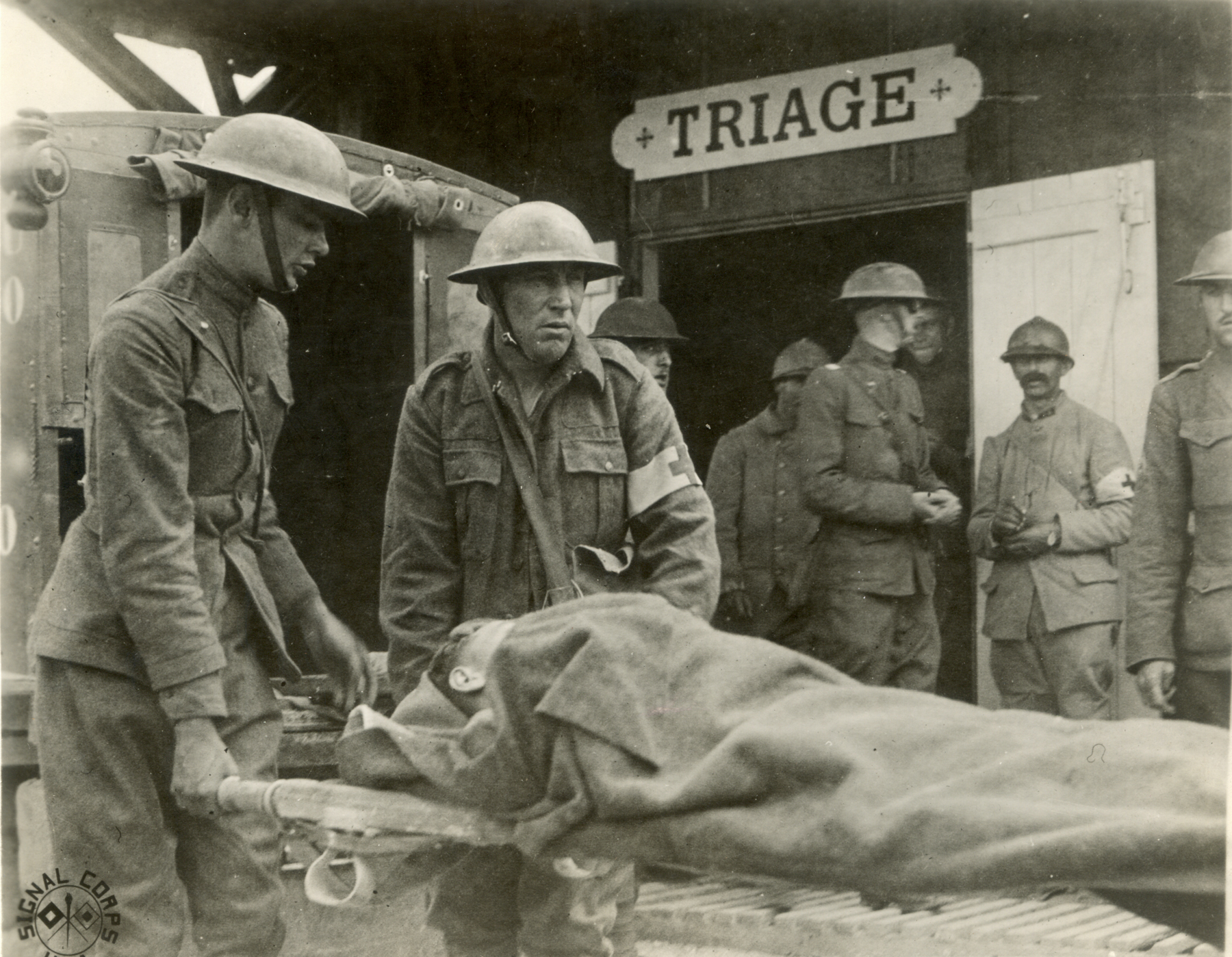
Станція медичного сортування, Сюїпп, Франція, Перша світова війна

Меди́чне сортува́ння, або тріа́ж (англ. Triage) — це процес визначення пріоритету надання допомоги пацієнтам в залежності від складності їхнього стану. Воно ефективно розподіляє надання допомоги пацієнтам, коли ресурсів не достатньо для надання допомоги всім і негайно. Цей термін походить від дієслова фр. trier, що означає сортувати, відсіювати або відбирати. Медичне сортування може визначати порядок та пріоритет надання невідкладної допомоги, порядок та пріоритет невідкладного транспортування або місця призначення транспортування пацієнта.
Медичне сортування також може застосовуватися, крім іншого, для пацієнтів, які прибувають до відділення невідкладної допомоги, або телефонують до служби медичної консультації. Ця стаття стосується концепції медичного сортування, що застосовується у випадках необхідності в невідкладній медичній допомозі, включно з долікарняною обстановкою, катастрофами, та допомогою у відділеннях невідкладної допомоги.
Термін тріаж, можливо, виник під час Наполеонівських воєн з роботи Домініка-Жана Ларрея. Цей термін потім використовувався під час Першої світової війни французькими лікарями, які лікували поранених у бою в медпунктах поза лінією фронту. Відповідальні за переміщення поранених з поля бою чи за їхній подальший догляд, поділяли жертв на три категорії:
- Тих, хто, швидше за все, виживуть, незалежно від допомоги, яку вони отримають;
- Тих, хто, швидше за все, помруть, незалежно від допомоги, яку вони отримають;
- Тих, для кого негайна допомога може справити позитивний вплив на виживання.

Подібна модель все ще може іноді застосовуватися у багатьох системах швидкої медичної допомоги. На найраніших етапах надзвичайної ситуації, таких, як коли на двадцять чи більше постраждалих є лише один чи два парамедики, практичність вимагає використання наведеної вище «примітивнішої» моделі. Однак, щойно відбулося повноцінне реагування, і в наявності є багато рук, парамедики зазвичай застосовуватимуть модель, включену до політик та регламенту їхньої служби.
Із вдосконаленням медичної технології вдосконалилися й сучасні підходи до медичного сортування, що все більше базуються на наукових моделях. Категоризації жертв часто є результатом балів сортування, отримуваних на підставі висновків певних фізіологічних оцінок. Деякі моделі, такі як START, можуть базуватися на алгоритмах. Оскільки концепції медичного сортування стають все витонченішими, керування медичним сортуванням також еволюціює у програмні та апаратні продукти підтримки ухвалення рішень для тих, хто надає допомогу як у лікарнях, так і в полі.

## Типи
Цей розділ описує концепції медичного сортування. Конкретні інструменти, методи та системи медичного сортування описано в інших розділах.

### Просте медичне сортування
Просте медичне сортування зазвичай використовується на місці катастрофи або масового нещасного випадку для сортування пацієнтів на тих, хто потребує критичної уваги та негайного транспортування до лікарні, та тих, хто має менш серйозні травми. Цей крок може починатися до того, як транспорт стане доступним.
Після завершення початкової оцінки медичним чи парамедичним персоналом кожного пацієнта може бути позначено ярликом, що може ідентифікувати пацієнта, відображати висновки оцінювання та ідентифікувати пріоритет потреби пацієнта у медичній допомозі та транспортуванні з місця надзвичайної події. Найпростіше, пацієнтів може позначено кольоровою маркувальною стрічкою або маркерами. Завчасно надруковані для цієї мети картки відомі як картки медичного сортування.

#### Картки

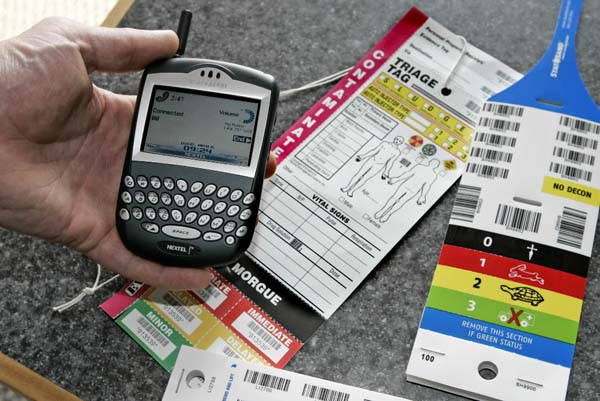
Багато систем медичного сортування використовують картки медичного сортування певного формату

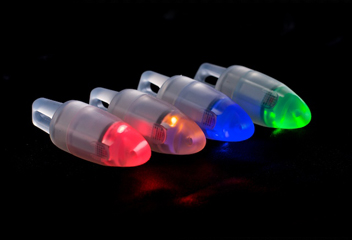
Ліхтарі медичного сортування (E/T Lights) — корисні, зокрема, вночі або в несприятливих умовах

Детальніші відомості з цієї теми ви можете знайти в статті Картка медичного сортування.
Картка медичного сортування — це фабрично виготовлена мітка, що розміщується на кожному пацієнті, і слугує досягненню декількох цілей:
- ідентифікувати пацієнта.
- свідчити про висновки оцінки.
- ідентифікувати пріоритет потреби пацієнта в медичній допомозі та транспортуванні з місця надзвичайної події.
- відстежувати просування пацієнта процесом медичного сортування.
- ідентифікувати додаткові небезпеки, такі як забрудненість.

Картки медичного сортування можуть мати різний вигляд. Деякі країни використовують національно стандартизовані картки медичного сортування, тоді як в інших країнах використовуються комерційно доступні картки медичного сортування, і вони можуть відрізнятися в залежності від юрисдикції. Найширше використовувані комерційні системи включають METTAG, SMARTTAG, E/T LIGHT™ та CRUCIFORM. Досконаліші системи карток включають спеціальні маркери для позначення, чи пацієнти були контаміновані небезпечними матеріалами, а також мають відривні смужки для відстежування просування пацієнта процесом. Деякі з цих систем відстежування починають включати використання кишенькових комп'ютерів, і, в деяких випадках, зчитувачів штрихкодів.

### Розширене медичне сортування
Стосовно класифікацій див. відповідний розділ.
У розширеному медичному сортуванні лікарі та спеціально навчені медсестри можуть ухвалювати рішення, що деякі серйозно травмовані люди не повинні отримувати розширену допомогу, оскільки вони навряд чи виживуть. Воно використовується в ситуації жорсткого дефіциту ресурсів для переведення ресурсів від пацієнтів з малим шансом виживання до тих, хто має більше шансів вижити, з метою збільшення шансів виживання останніх.
Використання розширеного медичного сортування може бути необхідним, коли медичні фахівці вирішують, що доступних медичних ресурсів недостатньо для надання допомоги всім людям, які її потребують. Надання допомоги, що пріоритезується, може включати час, що витрачається на медичний догляд, ліки або інші обмежені ресурси. Подібні ситуації траплялися при таких катастрофах, як виверження вулканів, масові вогнепальні поранення, землетруси, урагани та залізничні катастрофи. У цих випадках деякий відсоток пацієнтів загине незалежно від медичної допомоги через серйозність їхніх травм. Інші виживуть, якщо отримають негайну медичну допомогу, але загинуть без неї. У цих екстремальних ситуаціях будь-яка медична допомога, надана людям, які все одно загинуть, може розглядатися як допомога, відібрана в інших, хто міг би вижити (або принаймні отримати меншу інвалідність від своїх травм), якби натомість допомогли їм. Задачею органів медицини катастроф стає виділити деякі жертви як безнадійні, щоби уникнути намагання врятувати одне життя ціною кількох інших.
Якщо негайна допомога буде успішною, пацієнт може піти на покращення (хоча це може бути й тимчасово), і це покращення може дозволити пацієнтові змінити категорію на нижчу за короткий термін. Медичне сортування повинне бути безперервним процесом, і категорії повинні регулярно перевірятися, щоби забезпечити, що категорії залишаються правильними. Бал травмування без винятків визначається, коли жертва спочатку потрапляє до лікарні, а наступні бали травмування визначаються, щоби побачити якісь зміни у фізіологічних параметрах жертви. Якщо ведеться запис, то лікар лікарні, що приймає жертву, може бачити часовий ряд балу травмування від початку події, що може дозволити надати вирішальну допомогу раніше.

### Безперервне комплексне медичне сортування
Безперервне комплексне медичне сортування — це підхід до медичного сортування у ситуаціях масових втрат, що є одночасно ефективним та чутливим до проблем психосоціального та психічного здоров'я, що впливають на кількість пацієнтів, що шукають допомоги (сплеск), спосіб, у який лікарня або медичний заклад впорується із цим сплеском (сплескова ємність), та медичні потреби, необхідні для перекриття події.
Безперервне комплексне медичне сортування поєднує три форми медичного сортування з прогресивною специфічністю для якнайшвидшої ідентифікації тих пацієнтів, які мають найбільшу потребу в допомозі, збалансовуючи при цьому потреби окремих пацієнтів з доступними ресурсами та потребами інших пацієнтів. Безперервне комплексне медичне сортування використовує:
- Групове (глобальне) медичне сортування (тобто, медичне сортування MASS)[18][19]
- Психологічне (індивідуальне) медичне сортування (тобто, START.)
- Лікарняне медичне сортування (тобто, ESI, або Індекс суворості невідкладності[en])

Однак, будь-яка з систем групового, індивідуального та/або лікарняного сортування може використовуватися на доречному рівні оцінювання.

### Зворотне медичне сортування
На додачу до стандартних порядків медичного сортування, зазначених вище, існують умови, в яких іноді перевага віддається наданню допомоги менш пораненим перед більш пораненими. Вони можуть виникати у таких ситуаціях, як війна, коли військова обстановка може вимагати якнайшвидшого повернення солдатів до бою, або в ситуаціях катастроф, коли медичні ресурси обмежуються з метою збереження ресурсів для тих, хто має більші шанси виживання, але потребує розширеної медичної допомоги. Також можливі ситуації, коли серед уражених пацієнтів є значна кількість медичного персоналу, і може бути корисно, щоби вони вижили для продовження надання допомоги в наступні дні, особливо якщо медичні ресурси вже недостатні. Застосування зворотнього медичного сортування є звичним у випадках потопання в холодній воді, оскільки жертви потопання можуть виживати в холоді довше, ніж у теплі, якщо до них буде вжито негайних екстрених реанімаційних заходів, і часто стан врятованих і здатних дихати самостійно поліпшується сам по собі, з мінімальною допомогою або й без неї.

### Медичне недосортування та пересортування
Медичне недосортування — це недооцінка тяжкості хвороби або травми. Прикладом цього може бути категоризація пацієнта пріоритету 1 (Критичний) як пріоритету 2 (Терміновий), або пріоритету 3 (Ходячий). Історично склалося так, що прийнятним рівнем медичного недосортування вважається 5 % або менше.
Медичне пересортування — це переоцінка тяжкості хвороби або травми. Прийнятним рівень медичного пересортування, як правило, вважалося до 50 %, у спробі уникнути недосортування. Деякі дослідження показують, що ймовірність виникнення пересортування нижча, якщо медичне сортування виконується лікарняними бригадами медиків, а не парамедиками чи екстреними медичними техніками. Прикладом цього може бути категоризація пацієнта пріоритету 3 (Ходячий) як пріоритету 2 (Терміновий), або пріоритету 1 (Критичний).

## Підсумки
Цей розділ описує загальні концепції варіантів надання допомоги на базі медичного сортування та його підсумків. Про конкретні системи та методи медичного сортування дивіться у розділах, присвячених цьому предмету.

### Паліативна допомога
Пацієнтам, які мають поганий прогноз, і очікувано помруть незалежно від доступного лікування, може надаватися паліативна допомога, така як болезаспокійливі засоби, щоби полегшити передсмертні страждання.

### Евакуація
Польове медичне сортування встановлює пріоритети евакуації або переміщення пацієнтів до інших місць надання допомоги.

### Альтернативні місця надання допомоги
Альтернативні місця надання допомоги — це місця, що створюються для надання допомоги великій кількості пацієнтів, або місця, що можуть бути пристосовані для цього. Приклади включають школи, спортивні стадіони та великі табори, які може бути підготовлено та використано для догляду, харчування та розміщення великої кількості жертв масового нещасного випадку або іншого типу події. Такі імпровізовані заклади зазвичай розробляються у співпраці з місцевою лікарнею, що розглядає їх як стратегію для створення підвищених потужностей. І хоча для всіх пацієнтів бажаним місцем залишається лікарня, під час масових нещасних випадків такі імпровізовані потужності можуть бути необхідними для відвернення від лікарень пацієнтів з низьким рівнем гостроти, щоби запобігти переповненню лікарень.

### Вторинне (лікарняне) медичне сортування
У вдосконалених системах медичного сортування вторинне сортування під час катастроф, як правило, здійснюється фельдшерами невідкладної допомоги, кваліфікованими парамедиками або військовими медиками  у приймальних відділеннях лікарень, поранених людей сортують на п'ять категорій.
Деякі травми, що ведуть до каліцтва, в залежності від наявних можливостей можуть підніматися у пріоритеті, навіть якщо вони не загрожують життю. В мирний час більшість ампутацій можуть сортуватися як «Червоні», оскільки хірургічну реплантацію повинно бути здійснено протягом хвилин, хоча, найімовірніше, особа не помре без пальця або руки.

## Конкретні системи

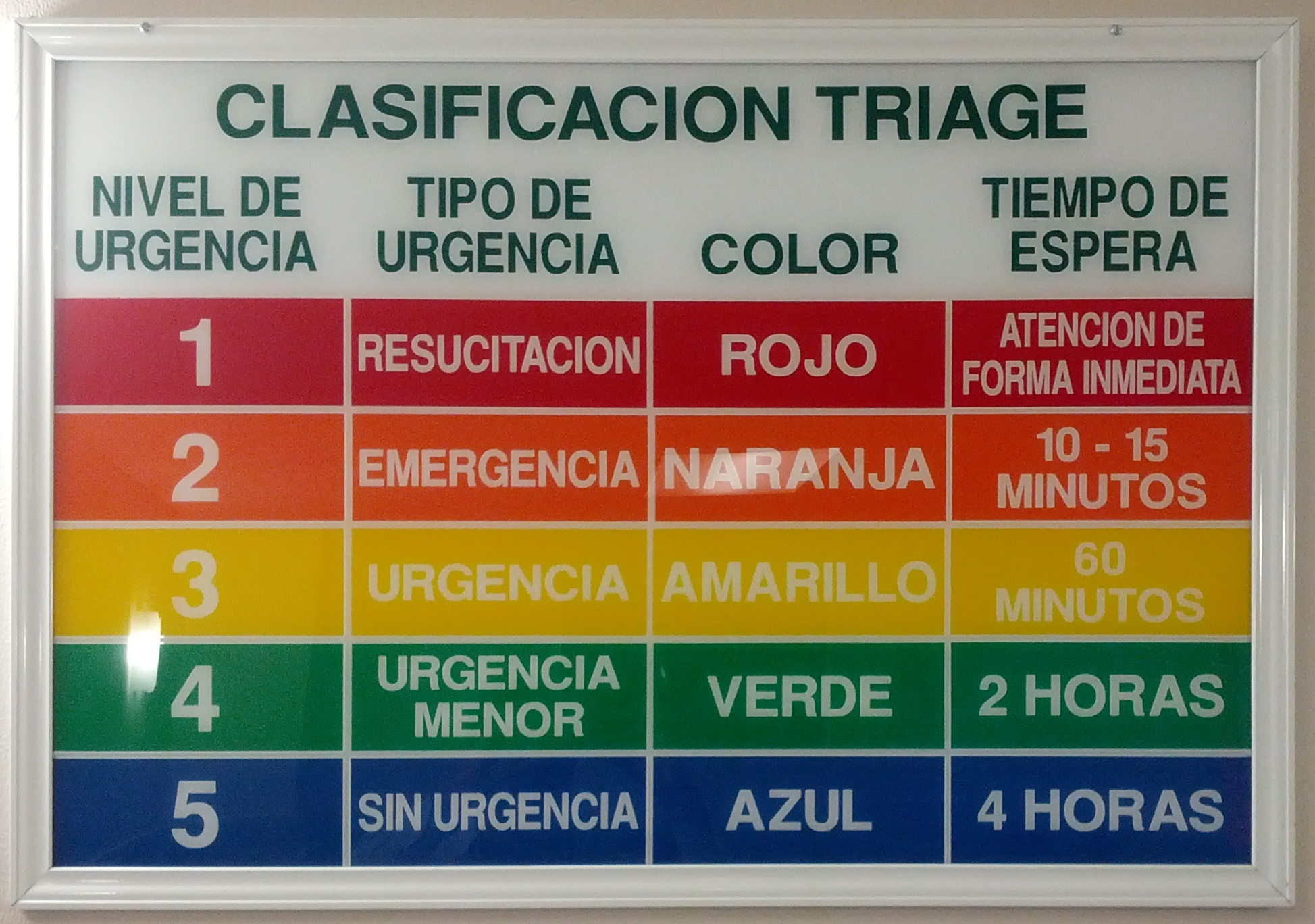
Діаграма медичного сортування в мексиканському приймальному відділенні із зазначенням часу очікування для пацієнтів у залежності від тяжкості їхнього стану

Це розділ для прикладів конкретних систем та методів медичного сортування. Загальні концепції медичного сортування дивіться у розділах типів медичного сортування, варіантів надання допомоги та підсумків.

### Практичне застосування медичного сортування
Під час ранніх стадій інциденту рятувальники можуть бути приголомшені масштабами кількості пацієнтів та травм. Одним із корисних прийомів є метод залучення пацієнтів (англ. Patient Assist Method, PAM). Рятувальники швидко влаштовують точку збору жертв (англ. casualty collection point, CCP) і оголошують, або криком, або через гучномовець, що «всі, хто потребує допомоги, мають рухатись до вибраної зони (точки збору жертв)». Це розв'язує одночасно кілька задач: ідентифікує пацієнтів, що мають не настільки суворі травми, щоб їм була потрібна негайна допомога, фізично очищує театр події, та забезпечує можливих помічників рятувальникам. Щойно ті, хто можуть рухатися, зробили це, рятувальники просять «всі, кому ще потрібна допомога, крикніть, або підійміть руки»; це далі ідентифікує пацієнтів, які реагують, але можуть бути не в змозі рухатися. Тепер рятувальники можуть швидко оцінити решту пацієнтів, що або є безнадійними, або такими, що потребують негайної допомоги. З цього моменту рятувальник здатен швидко ідентифікувати тих, хто потребує негайної уваги, не будучи спантеличеним або приголомшеним масштабами ситуації. Використання цього методу передбачає здатність чути. Глухі, частково оглухлі або приголомшені жертви великого вибухового поранення можуть бути не здатними чути цих вказівок.

### Бальні системи
Приклади бальних систем застосовуються:
- У Східній Європі іноді застосовується й інтегрується до карток медичного сортування Перевірена шкала травми медичного сортування (англ. Triage Revised Trauma Score, TRTS).[25][26] У ній використовується таблиця з балами за трьома показниками: шкалою ком Glasgow, систолічним АТ і кількістю дихальних рухів за хвилину.

- Іншим прикладом бальної системи травм є Бал тяжкості поранень[en] (англ. Injury Severity Score, ISS). Він набуває значень від 0 до 75 в залежності від тяжкості поранень людського тіла, поділених та три категорії: A (обличчя/шия/голова), B(грудна клітка/живіт), C(кінцівки/зовнішнє/шкіра). Кожній категорії присвоюється бал від 0 до 5 з використанням Скороченої шкали поранень (англ. Abbreviated Injury Scale), від «не поранено» до «критично поранено», які потім підносяться до квадрату та підсумовуються для отримання балу тяжкості поранень. Також для кожної з трьох категорій може використовуватися бал 6 «смертельно», що автоматично встановлює загальний бал у 75 незалежно від інших балів. В залежності від ситуації медичного сортування це може означати, що пацієнт має найвищий пріоритет для надання допомоги, або що він або вона не отримає допомоги у зв'язку з необхідністю збереження ресурсів для надання допомоги тим, ймовірність виживання кого є вищою.

### Модель START
Детальніші відомості з цієї теми ви можете знайти в статті START (медичне сортування).
START (англ. Simple Triage and Rapid Treatment, просте медичне сортування та швидке надання допомоги) — це проста система медичного сортування, що може виконуватися слабко навченими цивільними та рятувальниками у надзвичайних ситуаціях. Вона не призначена для інструктажу медичного персоналу чи заміни їхніх прийомів. Цієї системи навчали каліфорнійських рятувальників для використання при землетрусах. Її було розроблено в лікарні Гоґа в Ньюпорт-Біч у Каліфорнії для використання екстреними службами. Вона зарекомендувала себе у масових нещасних випадках, таких як залізничні катастрофи та автокатастрофи з автобусами, хоч її й було розроблено для використання громадськими групами швидкого реагування (англ. community emergency response team, CERT) та пожежниками після землетрусів.
Медичне сортування розділює поранених на чотири групи:
- Безнадійні, — ті, хто є поза наданням допомоги
- Поранені, яким може допомогти негайне транспортування
- Поранені, чиє транспортування може бути відтерміновано
- Ті, хто має незначні травми, хто потребує допомоги не так терміново

Медичне сортування також встановлює пріоритети евакуації та транспортування таким чином:
- Загиблі залишаються там, де вони впали. Ці люди не дихають, і спроба відкрити їм дихальні шляхи була невдалою.
- Негайні, або пріоритет 1 (червоні), евакуюються медичною евакуацією, якщо вона доступна, або швидкою допомогою в разі потреби у додатковій медичній допомозі одноразово, чи протягом 1 години. Ці люди знаходяться у критичному стані, й помруть без негайної допомоги.
- Відтерміновані, або пріоритет 2 (жовті) можуть не отримувати медичної евакуації, допоки не відтранспортовано усіх негайних осіб. Стан цих людей є стабільним, але вимагає медичної допомоги.
- Незначні, або пріоритет 3 (зелені) не евакуюються, допоки не евакуйовано усіх негайних та відтермінованих осіб. Ці не потребують додаткової медичної допомоги протягом щонайменше кількох годин. Продовжуйте сортувати їх повторно у випадку погіршення їхнього стану. Ці люди здатні ходити, і можуть потребувати лише бинтів та антисептиків.

### Лікарняні системи
В межах лікарняної системи першим етапом по прибуттю до приймального відділення є оцінка фельдшером або медсестрою лікарняного медичного сортування. Ця медсестра оцінюватиме стан пацієнта, а також будь-які зміни, і визначатиме їхній пріоритет при надходженні до відділення невідкладної допомоги, а також при лікуванні. Щойно невідкладне обстеження та лікування завершено, пацієнта, можливо, необхідно буде віднести до внутрішньої системи сортування лікарні.
При типовій системі медичного сортування стаціонару лікар медичного сортування отримуватиме запити на оцінку або від лікаря невідкладної допомоги стосовно пацієнтів, які потребують оцінки, або від лікарів, які доглядають пацієнтів з інших поверхів, яких може бути переміщено, оскільки вони більше не потребують такого рівня догляду (тобто, пацієнт відділення інтенсивної терапії є достатньо стабільним для переміщення на медичний поверх). Це допомагає рухати пацієнтів лікарнею ефективним та дійовим чином.
Функції сортувальника часто виконуються лікарем стаціонару. Основним чинником, що впливає на ухвалення рішень при сортуванні, є доступний ліжковий простір лікарні. Лікар медичного сортування повинен визначати, разом з групою, що відповідає за ліжковий фонд та приймання, які ліжка є доступними, для оптимального використання ресурсів з метою надання безпечного догляду всім пацієнтам. Типове хірургічне відділення матиме власну систему медичного сортування для травмованих пацієнтів та пацієнтів загальної хірургії. Те саме є вірним і для неврологічних та нейрохірургічних відділень. Загальною метою медичного сортування у цій системі є як визначення, чи відповідає пацієнт даному рівневі догляду, так і забезпечення ефективного використання ресурсів лікарні.

## Загальноприйняті класифікації
У процесі розширеного медичного сортування поранені люди поділяються на категорії. Загальноприйнятими є п'ять категорій з відповідними кольорами та номерами, хоча це може залежати від регіону.
- Чорні / Безнадійні (англ. Expectant): Вони настільки тяжко поранені, що помруть від своїх ран, можливо, протягом годин або днів (опіки великої площі, тяжкі травми, смертельна доза опромінення), або знаходяться у настільки небезпечному для життя медичному кризі, що навряд чи виживуть при наданні наявної допомоги (зупинка серця, септичний шок, тяжкі травми голови або грудної клітини); допомога їм зазвичай є паліативною, такою як давання болезаспокійливих засобів для зменшення страждань.
- Червоні / Негайні (англ. Immediate): Вони потребують негайної хірургії або іншого рятівного втручання, і мають перший пріоритет для хірургічних бригад або транспортування до досконаліших закладів; вони «не можуть чекати», але ймовірно виживуть при негайній допомозі.
- Жовті / Спостереження (англ. Observation): Їхній стан є стабільним на даний момент, але вимагає спостереження навчених осіб та частого повторного сортування, потребує лікарняного догляду (і отримає негайний пріоритет допомоги за «нормальних» обставин).
- Зелені / Чекають (англ. Wait), або ходячі поранені: Вони отримають допомогу лікаря протягом кількох годин або днів, але не відразу, можуть чекати кілька годин, або їм може бути сказано йти додому й повернутися наступного дня (закриті переломи кісток, багато травм м'яких тканин).
- Білі / Відпущені (англ. Dismiss), або ходячі поранені: Вони мають незначні травми; перша допомога та домашній догляд є достатніми. Травми на кшталт порізів, подряпин чи незначних опіків.

### Австралія
Австралазійська шкала медичного сортування (англ. Australasian Triage Scale, ATS), формально відома як Національна шкала медичного сортування (англ. National Triage Scale), — це система медичного сортування, впроваджена як в Австралії, так і в Новій Зеландії. Ця шкала використовувалася з 1994 року. Вона складається з 5 рівнів, з яких 1 є найкритичнішим (реанімація), а 5 є найменш критичним (не термінові).
| Рівень | Опис                               | Слід оглянути протягом |
| ------ | ---------------------------------- | ---------------------- |
| 1      | Реанімація (англ. Resuscitation)   | 0 хвилин               |
| 2      | Критичні (англ. Emergency)         | 10 хвилин              |
| 3      | Термінові (англ. Urgent)           | 30 хвилин              |
| 4      | Напівтермінові (англ. Semi-Urgent) | 60 хвилин              |
| 5      | Не термінові (англ. Nonurgent)     | 120 хвилин             |

### Канада
У середині 1980-х Головна лікарня Вікторії (англ. Victoria General Hospital) у Галіфаксі в провінції Нова Шотландія Канади запровадила парамедичне сортування у своєму приймальному відділенні невідкладної допомоги. На відміну від усіх інших міст у Північній Америці, що застосовують лікарняні та переважно сестринські моделі медичного сортування, ця лікарня почала застосовувати парамедиків первинного рівня допомоги для виконання медичного сортування при надходженні до відділення невідкладної допомоги. У 1997 році, після злиття двох найбільших лікарень міста, відділення невідкладної допомоги у Головній лікарні Вікторії було закрито. Парамедичну систему медичного сортування було переміщено до останнього міського відділення невідкладної допомоги для дорослих, розташованого в Новій лікарні Галіфаксу (англ. New Halifax Infirmary). У 2006 році командою лікарів інтенсивної терапії за дорученням уряду Онтаріо було написано протокол медичного сортування про те, кого виключати з лікування під час пандемій грипу.
Для повсякденних надзвичайних ситуацій багато місць у Канаді зараз застосовують для всіх вхідних пацієнтів Канадську шкалу медичного сортування та гостроти (англ. Canadian Triage and Acuity Scale, CTAS). Ця система категоризує пацієнтів як за травматичними, так і за фізіологічними висновками, і ранжує їх за тяжкістю від 1 до 5 (де 1 є найвищим). Ця модель використовується як парамедиками, так і медсестрами невідкладної допомоги, а також у деяких випадках для попереджень перед надходженням. Ця модель забезпечує загальну систему координат як для медсестер, так і для парамедиків, хоча ці дві групи не завжди погоджуються в оцінці. У деяких спільнотах вона також забезпечує метод для порівняльного аналізу точності попереднього сортування викликів за допомогою AMPDS (який відсоток невідкладних викликів має пріоритети CTAS 1, 2, 3 тощо), і ці дані відображаються у складі муніципальної ініціативи порівняльного аналізу в Онтаріо. Як не дивно, ця модель наразі не використовується для медичного сортування при масових нещасних випадках, і замінена протоколом START та картками медичного сортування METTAG.

### Фінляндія
Медичне сортування на місці події виконується парамедиком або лікарем невідкладної допомоги з використанням чотирирівневої шкали:
  Можуть чекати ,  Змушені чекати ,  Не можуть чекати  та  Втрачені .

### Франція
У Франції долікарняне медичне сортування у разі катастроф використовує чотирирівневу шкалу:
- DCD: фр. décédé (померлі), або фр. urgence dépassée (поза невідкладністю)
- UA: фр. urgence absolue (абсолютна невідкладність)
- UR: фр. urgence relative (відносна невідкладність)
- UMP: фр. urgence médico-psychologique (медико-психологічна невідкладність) або impliqué (причетний, тобто легкопоранений або просто психологічно шокований).

Це медичне сортування виконується лікарем, який називається фр. médecin trieur (медик-сортувальник). Воно зазвичай здійснюється у польовому шпиталі (фр. PMA — poste médical avancé, тобто, передовий медичний пункт). Абсолютно невідкладним допомога, як правило, надається на місці (польовий шпиталь має операційну), або їх евакуюють до лікарні. Відносно невідкладні просто поміщуються під спостереження, чекаючи на евакуацію. Причетні спрямовуються до іншої структури, що називається фр. CUMP — Cellule d'urgence médico-psychologique (осередок медико-психологічної невідкладності); це зона відпочинку, з харчуванням та за можливості з тимчасовим проживанням, та з психологом для допомоги з реактивним психозом та уникнення посттравматичного стресового розладу.
У приймальному відділенні лікарні медичне сортування здійснюється лікарем приймання та направлення (фр. MAO — médecin d'accueil et d'orientation) та медсестрою організації та приймання (фр. IOA — infirmière d'organisation et d'accueil). Деякі лікарні та організації SAMU зараз використовують «хрестовидні» картки медичного сортування (англ. "Cruciform" card), згадані вище.
Також Франція має телефонну систему медичного сортування для невідкладного виклику лікарів у її медичних центрах SAMU на 15 безкоштовних національних медичних гарячих лініях. «Медичний лікарський регулятор» (англ. "Medical Doctor Regulator") вирішує, що буде найефективнішим рішенням — невідкладна телемедицина, чи відправлення швидкої допомоги, лікаря загальної практики, або лікаря + медсестри + людини швидкої допомоги, лікарняного мобільного відділення інтенсивної терапії (англ. Mobile Intensive Care Unit, MICU).

### Німеччина
Попередня оцінка травм зазвичай здійснюється першою бригадою швидкої допомоги, яка прибуває на місце події, виходячи з того, що цю роль виконує перший лікар швидкої допомоги (нім. Notarzt), який прибув на місце події. Серцево-легенева реанімація, як правило, не здійснюється, тому пацієнти, які не починають дихати самостійно або відновлювати кровообіг після звільнення їхніх дихальних шляхів, позначаються як «загиблі». Також, не кожна серйозна травма кваліфікується як червона категорія. Пацієнта із травматичною ампутацією передпліччя може бути позначено як лише жовтого, якщо кровотечу зупинено, і потім відправлено до лікарні, коли з'явиться можливість. За попередньою оцінкою слідує конкретніше та чіткіше медичне сортування, щойно пацієнтів доставлено до польового місця лікування. Там їх буде роздягнено та повністю оглянуто лікарем швидкої допомоги. Це займає приблизно 90 секунд на пацієнта.
Німецька система медичного сортування також використовує чотири, іноді п'ять кольорових кодів для позначення невідкладності допомоги. Зазвичай, кожен автомобіль швидкої допомоги екіпіровано текою або торбинкою з кольоровими стрічками або картками медичного сортування. Невідкладність позначається наступним чином:
| Категорія | Значення                              | Наслідки                                                                                | Приклади |
| --------- | ------------------------------------- | --------------------------------------------------------------------------------------- | --- |
| T1 (I)    | Гостра небезпека для життя            | Негайна допомога, якнайшвидше транспортування                                           | Ураження артерій, внутрішній крововилив, серйозні ампутації                                                        |
| T2 (II)   | Серйозна травма                       | Постійне спостереження та швидке надання допомоги, транспортування у найкоротший термін | Незначні ампутації, поранення м'яких тканин, переломи та вивихи                                                    |
| T3 (III)  | Незначна травма, або без травми       | Надання допомоги, коли це зручно, транспортування та/або відпускання за можливістю      | Незначні рвані рани, вивихи, садна                                                                                 |
| T4 (IV)   | Без, або з незначним шансом виживання | Спостереження та, за можливості, введення анальгетиків                                  | Важкі травми, нескомпенсована крововтрата, негативний результат неврологічного обстеження                          |
| T5 (V)    | Загиблі                               | Збирання та охорона тіл, ідентифікація, коли це можливо                                 | Загиблі по прибутті, понижені з категорій T1-4, відсутність самостійного дихання після звільнення дихальних шляхів |

### Гонконг
У Гонконгу медичне сортування у Відділеннях нещасних випадків та невідкладної допомоги (англ. Accident & Emergency Departments) виконується досвідченими реєстровими медсестрами, пацієнти поділяються на п'ять категорій медичного сортування: Критичні (англ. Critical), Невідкладні (англ. Emergency), Термінові (англ. Urgent), Напівтермінові (англ. Semi-urgent) та Нетермінові (англ. Non-urgent).

### Японія
У Японії система медичного сортування застосовується головним чином медичними фахівцями. Категоріями медичного сортування, із відповідними кольоровими кодами, є:
- Категорія I: Використовується для життєздатних жертв у потенційно загрозливих для життя станах.
- Категорія II: Використовується для жертв із не загрозливими для життя травмами, але таких, хто потребує термінової допомоги.
- Категорія III: Використовується для жертв із незначними травмами, що не вимагають транспортування швидкою допомогою.
- Категорія 0: Використовується для жертв, які є померлими, або чиї травми роблять виживання малоймовірним.

### Велика Британія
У Великій Британії загальновживаною системою медичного сортування є Smart Incident Command System, якої навчають за програмою MIMMS (Major Incident Medical Management (and) Support). Збройні сили Великої Британії також використовують цю систему під час операцій по всьому світу. Вона ранжує потерпілих від Пріоритету 1 (вимагає негайного лікування) до Пріоритету 3 (може чекати на відкладене лікування). Існує додатковий пріоритет 4 (безнадійний, який ймовірно помре навіть при лікуванні), але використання цієї категорії вимагає старших медичних повноважень, і вона ніколи не вводилася.
У Великій Британії та Європі процес медичного сортування іноді схожий на американський (див. нижче), але категорії відрізняються:
- Мертві — пацієнти, які мають бал травми від 0 до 2, і є поза наданням допомоги
- Пріоритет 1 — пацієнти, які мають бал травми від 3 до 10 (Переглянутої шкали травм), і потребують негайної уваги
- Пріоритет 2 — пацієнти, які мають бал травми 10 або 11, і можуть чекати протягом нетривалого часу перед транспортуванням на остаточну медичну увагу
- Пріоритет 3 — пацієнти, які мають бал травми 12 (найбільший бал), і можуть чекати на транспортування з місця події

### Збройні сили США
Сортування в не бойовий обстановці проводиться майже так само, як і в цивільній медицині. Проте бойова ситуація вимагає від медиків та санітарів (англ. corpsmen) ранжувати поранених за пріоритетом медичної евакуації (англ. MEDEVAC чи англ. CASEVAC). Поранені потім транспортуються до вищого рівня медичної допомоги, чи то до передової хірургічної бригади, чи то до шпиталю бойової підтримки, і сортуються повторно медсестрою або лікарем. У бойовій обстановці система медичного сортування базується виключно на ресурсах та здатності врятувати максимальну кількість життів у межах запасів та персоналу шпиталю.
Категоріями медичного сортування (із відповідними кольоровими кодами) є:
- Невідкладна (англ. Immediate): Поранений вимагає негайної медичної допомоги, і не виживе, якщо не буде оглянутий швидко. Будь-який компроміс із диханням пораненого, контролем кровотечі або контролем шоку може виявитися фатальним.
- Відтермінована (англ. Delayed): Поранений вимагає медичної допомоги протягом 6 годин. Травми є потенційно небезпечними для життя, але можуть зачекати, поки буде стабілізовано та евакуйовано невідкладних поранених
- Мінімальна (англ. Minimal): «Ходячий поранений», поранений вимагає медичної допомоги, коли всіх пацієнтів вищих пріоритетів евакуйовано, і не може вимагати стабілізації чи спостереження.
- Безнадійна (англ. Expectant): Поранений, який очікувано не зможе дістатися медичної підтримки вищого рівня живим без шкоди для лікування пацієнтів вищих пріоритетів. У допомозі не повинно відмовлятися, приділяйте весь залишковий час та ресурси після лікування негайних та відтермінованих пацієнтів.[42]

Після цього поранені отримують пріоритет евакуації в залежності від потреб:
- Терміновий (англ. Urgent): для збереження життя або кінцівки необхідна евакуація протягом двох годин.
- Пріоритетний (англ. Priority): потрібна евакуація протягом чотирьох годин, інакше поранений погіршиться до термінового.
- Звичайний (англ. Routine): евакуювати протягом 24 годин для завершення лікування.

У «морській бойовій обстановці» офіцер медичного сортування повинен зважувати тактичну ситуацію із запасами на руках та реалістичним потенціалом медичного персоналу. Цей процес може бути мінливим, залежати від ситуації, та повинен намагатися зробити максимум блага для максимальної кількості поранених.
Польові оцінювання виконуються двома способами: первинне обстеження (що використовується для виявлення та лікування небезпечних для життя травм) та вторинне обстеження (що використовується для лікування не небезпечних для життя травм) із наступними категоріями:
- Клас I: Пацієнти, які вимагають незначного лікування, і можуть повернутися до виконання обов'язків протягом короткого періоду часу.
- Клас II: Пацієнти, чиї травми вимагають негайних життєзабезпечувальних заходів.
- Клас III: Пацієнти, остаточне лікування яких може бути відкладено без втрати життя або кінцівки.
- Клас IV: Пацієнти, які потребують настільки обширної допомоги, що вона виходить за межі можливостей та часу медичного персоналу.

## Обмеження поточних порядків
Уявлення про медичне сортування масових нещасних випадків, як про ефективний нормувальний процес визначення пріоритету на основі тяжкості поранень, не підтримується дослідженнями, оцінками та перевірками поточних порядків медичного сортування, яким бракує наукових та методологічних основ. Медичні сортування START та подібні до нього, що застосовують кольорове кодування категорій для встановлення пріоритетів, надають непоказні оцінки тяжкості поранень, і відтак залишають на розсуд рятувальників суб'єктивне впорядкування та виділення ресурсів у межах некоректних категорій. Деякі з цих обмежень включають:
- брак чіткої мети максимізації кількості врятованих життів, так само як і фокусування, планування та об'єктивної методології досягнення цієї мети (протокол брання найважчих невідкладних — із найнижчим шансом виживання — першими може бути статистично необґрунтованим та небезпечним)[44][45][46][48][49][51][52][53]
- використання проблемних критеріїв травми (наприклад, капілярного наповнення)[53] та групування до широких категорій з кольоровим кодуванням, що не відповідають тяжкості поранень, медичним показанням та потребам; категорії не диференціюються за тяжкістю поранень та ймовірностями виживання,[44][45][47][48][50][52] і необґрунтовано базуються на категоричних визначеннях[54] та пріоритетах евакуації
- суб'єктивне впорядкування (встановлення пріоритетів) та виділення ресурсів у межах невідкладної та відтермінованої категорій, що не є ані відтворюваними, ані масштабованими, з невеликим шансом на оптимальність[44][45][46][48][51][52]
- відсутність розгляду/врахування розміру події, ресурсів та тяжкості поранень, та встановлення пріоритетів у межах їхніх категорій[44][45][46][48][49][51][52][53] — наприклад, протокол не змінюється в залежності від того, чи його використання потребують 3, 30 або 3000 постраждалих, і не бере до уваги доступні ресурси, що підлягають розподілу
- не брання до уваги відмінностей у тяжкостях поранень та ймовірностях виживання між типами травм (поверхневі та проникні, тощо) та віковими категоріями[44][45][48][52]
- завершення необґрунтованим маркуванням та встановленням пріоритетів/черговості постраждалих,[52][55] та істотним пересортуванням[47][48][49][50][52]

Дослідження показують, що є широкі діапазони та перекриття ймовірностей виживання невідкладної та відтермінованої категорій, та інші обмеження START. Однакові фізіологічні критерії можуть мати помітно різні ймовірності виживання для поверхневих та проникних поранень. Наприклад, відтермінований за START (другий пріоритет) може мати ймовірність виживання 63 % для поверхневої травми, та ймовірність виживання 32 % для проникної травми за однакових фізіологічних критеріїв — обидва з очікуваним швидким погіршенням, тоді як невідкладні за START (перший пріоритет) можуть мати ймовірності виживання, що сягають до понад 95 % з очікуваним повільним погіршенням. Вікові категорії загострюють це. Наприклад, літній пацієнт з проникним пораненням у категорії відтермінованих може мати ймовірність виживання 8 %, а педіатричний пацієнт у категорії невідкладних може мати ймовірність виживання 98 %. Було відзначено проблеми і з іншими категоріями START. У цьому контексті показники точності маркування з кольоровим кодуванням не є науково значущими.
Погані оцінки, некоректні категорії, відсутність об'єктивної методології та інструментів для встановлення пріоритетів постраждалих та виділення ресурсів, та протокол найгіршого першого медичного сортування створюють певні виклики для готовності до та реагування на надзвичайні події та стихійні лиха. Це є явними перешкодами для ефективного медичного сортування та нормування ресурсів, для максимізації врятованих життів, для оптимальних методів та сумісності з NIMS, та для ефективного планування реагування й навчання його.
Неефективне медичне сортування також створює виклики у стримуванні та марнуванні витрат на охорону здоров'я. Польове медичне сортування базується на розгляді пересортування до 50 % як прийнятного. Аналізів вартості-користі витрат та пом'якшення наслідків неефективностей медичного сортування, закладених у системі охорони здоров'я, не здійснювалося. Такі аналізи часто необхідні для медичних грантів, що фінансуються платниками податків, і являють собою нормальну практику інженерної науки та науки керування. Ці неефективності пов'язані з наступними сферами витрат:
- величезний обсяг часових та грошових інвестицій після теракту 11 вересня 2001 року в розвиток та вдосконалення навичок медичного сортування рятувальників[53]
- процитовані вигоди від стандартизації методології медичного сортування, відтворюваності та функціональної сумісності,[53] та сумісності з NIMS
- уникнення капітальних витрат інвестицій платників податків у додаткову інфраструктуру служби швидкої медичної допомоги та травматології[59]
- щоденне марне використання ресурсів та підвищення експлуатаційних витрат від допущення істотних рівнів пересортування
- усталені значення статистичної вартості життя[60] та передбачувані збереження в людських життях, які розумно було би очікувати при використанні порядків медичного сортування на основі медичних показань
- постійне підвищення ефективності,[56] якого можна було би очікувати від об'єктивніших систем та порядків медичного сортування на базі оптимізації

## Етичний підтекст
Оскільки лікування навмисно затримується або не надається пацієнтам, розширене медичне сортування має етичний підтекст.
Біоетичні хвилювання історично відігравали важливу роль у прийняті рішень медичного сортування, таких як виділення залізних легенів під час епідемій поліомієліту в 1940-х роках та штучних нирок у 1960-х.[джерело?] Оскільки багато систем охорони здоров'я розвиненого світу продовжують планування на випадок очікуваної пандемією грипу, продовжують виникати й біоетичні питання стосовно медичного сортування пацієнтів та нормування допомоги. Схожі питання можуть виникати в парамедиків у полі на найперших стадіях масових нещасних випадків, коли велика кількість потенційно серйозних або критичних пацієнтів може поєднуватися із вкрай обмеженими кадровими та лікувальними ресурсами.
Тривають дослідження в напрямку альтернативної допомоги, і багато центрів пропонують медичні моделі підтримки прийняття рішень для таких ситуацій. Деякі з цих моделей є чисто етичними за походженням, тоді як інші намагаються використовувати інші форми клінічної класифікації стану пацієнта як метод стандартизованого медичного сортування.